# Lucas Paquetá
Lucas Tolentino Coelho de Lima (født 27. august 1997), kendt som Lucas Paquetá, er en brasiliansk professionel fodboldspiller, som spiller for Premier League-klubben West Ham United og Brasiliens landshold.

## Klubkarriere

### Flamengo
Paquetá begyndte sin karriere hos Flamengo, hvor han gjorde sin professionelle debut i marts 2016.

### AC Milan
Paquetá skiftede i januar 2019 til AC Milan.

### Olympique Lyon
Paquetá skiftede i september 2020 til Olympique Lyon. Han blev i 2021-22 sæsonen kåret som den bedste udenlandske spiller i Ligue 1.

### West Ham United
Paquetá skiftede i august 2022 til West Ham United i en aftale som gjorde ham til det dyreste indkøb i klubbens historie.

## Landsholdskarriere

### Ungdomslandshold
Paquetá har repræsenteret Brasilien på U/20-niveau.

### Seniorlandshold
Paquetá debuterede for det brasilianske landshold den 8. september 2018.

## Titler
Flamengo
- Campeonato Carioca: 1 (2017)

West Ham United
- UEFA Europa Conference League: 1 (2022-23)

Brasilien
- Copa América: 1 (2019)

Individuelle
- Campeonato Carioca Årets hold: 1 (2018)
- Bola de Prata: 1 (2018)
- Campeonato Brasileiro Série A Årets hold: 1 (2018)
- UNFP Ligue 1 Sæsonens hold: 1 (2020–21)
- UEFA Europa Conference League Sæsonens hold: 1 (2022-23)